# Montour County
Montour County är ett administrativt område i delstaten Pennsylvania i USA. År 2010 hade countyt 18 267 invånare. Den administrativa huvudorten (county seat) är Danville.

## Politik
Montour County tenderar att rösta på republikanerna i politiska val.
Republikanernas kandidat har vunnit rösterna i countyt i samtliga presidentval sedan valet 1944 utom vid ett tillfälle, valet 1964 då demokraternas kandidat fick flest röster i countyt (59,3 procent).

## Geografi
Enligt United States Census Bureau har countyt en total area på 343 km². 339 km² av den arean är land och 4 km² är vatten.

### Angränsande countyn
- Lycoming County - nord
- Columbia County - öst
- Northumberland County - sydväst

### Kommuner

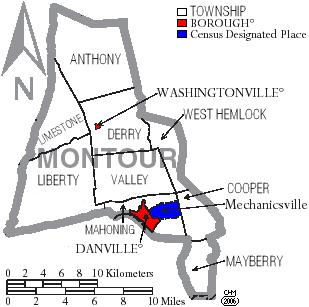
Karta över Montour County, Pennsylvania med färgmarkeringar för: Boroughs (distrikt) (röd), townships (vit), och övriga (blå).

#### Boroughs
- Danville
- Washingtonville

#### Townships
- Anthony Township
- Cooper Township
- Derry Township
- Liberty Township
- Limestone Township
- Mahoning Township
- Mayberry Township
- Valley Township
- West Hemlock Township

## Demografi
Enligt folkräkningen år 2000, levde 18 236 människor i Montour County. Antalet hushåll uppsteg till 7 085 medan antalet familjer var 4 817. Fördelningen gällande etnisk bakgrund enligt United States Census Bureau var: 96,67% vita, 1,01% svarta eller afroamerikaner och 2,32% övriga.

### Åldersfördelning
- -18 år: 24,40%
- 18-24 år: 6,40%
- 25-44 år: 28,20%
- 45-64 år: 24,00%
- 65- år: 17,10%

Den genomsnittliga åldern uppsteg till 40 år.

### Könsfördelning
För 100 kvinnor fanns det 90,50 män. För 100 kvinnor över 18 år fanns det 86,00 män.

## Utbildning

### Offentliga skoldistrikt
- Danville Area Skoldistrikt (även i Northumberland County)
- Warrior Run Skoldistrikt (även i Northumberland och Union Countyn)

### Privatskolor
Enligt Pennsylvania Department of Education - EdNA. April 2010.
- Breezy Meadow - Danville
- Chillisquaque Valley Parochial School - Bloomsburg
- County Line Parochial School - Danville
- Creek Side School - Turbotville
- Danville Mennonite School - Danville
- Limestone Mennonite Parochial School - Milton
- Ridgeview Amish School - Watsontown
- St Cyril Kindergarten - Danville
- St Joseph School - Danville